# Hareza池袋
Hareza池袋（はれざいけぶくろ）は、東京都豊島区東池袋一丁目で行われた再開発で誕生したエリアの名称である。エリア内には「Hareza Tower」（オフィス棟）、「東京建物 Brillia HALL」（ホール棟）、「としま区民センター」（公民館）および「豊島区立中池袋公園」が立地する。

## 概要
豊島区の財政負担ゼロでの新庁舎建て替え施策（としまエコミューゼタウン）の一環として、旧豊島区庁舎跡地および旧豊島公会堂跡地の定期借地権による開発事業者の公募の結果、東京建物とサンケイビルが開発事業者として選定され、各施設等の整備に入り、2019年（令和元年）11月から順次開業し、翌年7月に全体が開業した。
オフィス棟とホール棟の開発は鹿島建設が設計・施工、東京建物とサンケイビルが実施、としま区民センターと中池袋公園の改修工事は豊島区が実施したが、一体的な開発を実現するために、KAJIMA DESIGNが全体のデザイン監修業務を行い、官民で密接に連携して施設計画を行った。
3棟の外観デザイン統一や、建物敷地と区道と中池袋公園を一体的に捉えた外構デザイン、エリアの回遊性を高めシームレスな一体空間を象徴するアーバンスクリーンの設置、3棟の低層部の開口部高さや設え、デザインを統一することで、「国際アート・カルチャー都市構想」を掲げる豊島区のシンボルプロジェクトとして、前庭空間である中池袋公園を囲む「劇場都市」としての一体空間をつくり上げるなど、随所に一体感を創出する工夫が凝らされた。
2022年には日本建設業連合会主催の第63回BCS賞を受賞した。

### 名称
名称は公募され、全国から5065件の応募があり隈研吾らの選考を経て、川崎市の40代女性が応募した非日常を体験できる「ハレの場」と多くの人が集まる場所となる「座」を組み合わせたアイデアから「Hareza池袋」に決定した。

## 施設

### Hareza Tower
旧区役所跡地に建つ33階建ての高層ビルで、高層階にはオフィス、低層階には店舗のほか、TOHOシネマズ池袋が入った。開発にあたっては一団地認定による容積移転や総合設計の活用により高集積化が図られた。
ガラスで構成された北側低層外装は明治通りへの存在感を醸し出しつつ、公園側と同じ縦のリズムにより統一感を併せ持たせた。光と影による豊かな表情の基準階外装は、方立中空を利用した外気給気やマイスター接合、高断熱等の技術的検証を重ねた上で導入されている。
主なオフィステナント
- みずほ銀行・みずほ信託銀行・みずほ証券池袋支店
- 東急リバブル池袋センター
- 損保ジャパン東京保険金サービス課・東京車両保険金サービス課など
- 野村證券池袋支店
- WeWork Hareza 池袋
- NTTデータビジネスシステムズ

### TOHOシネマズ池袋
TOHOシネマズが運営する10スクリーン／1,735席（車椅子20席）のシネマコンプレックスで、2020年7月3日に開館した。
「“極上の音響”を体験できるサウンド・シアター」をコンセプトに、スクリーン6および10には「TOHOシネマズ プレミアムシアター」を導入。スピーカーは6番に「カスタムオーダーメイドスピーカー」、10番には「ドルビーアトモス」をカスタムスピーカーとして国内初導入した。またスクリーン2には、スピーカーユニットを向かい合わせで駆動させることで、通常の1.5倍～2倍のパワーを発揮するアイソバリック方式を採用したサブウーハーを導入したTOHOシネマズ独自規格のサウンド・シアター『轟音シアター』を初採用している。
開館時には、池袋がマンガ・アニメの聖地であることからオープン記念として「『もう一度見たい』アニメーション映画 上映特集」が開催された。
2024年7月12日には、プレミアムシアタースクリーンの10番スクリーンに「ScreenX with Dolby Atmos」を導入した。
| No. | 座席数 | 車椅子 | Size(m) | Size(m) | TCX | 音響                             | 備考                                        |
| No. | 座席数 | 車椅子 | 縦      | 横      | TCX | 音響                             | 備考                                        |
| --- | ------ | ------ | ------- | ------- | --- | -------------------------------- | ------------------------------------------- |
| 1   | 76     | 2      | 3.5     | 8.3     |     | 7.1ch                            |                                             |
| 2   | 141    | 2      | 4.1     | 9.9     |     |                                  | 轟音シアター                                |
| 3   | 198    | 2      | 4.9     | 11.6    |     | 7.1ch                            |                                             |
| 4   | 119    | 2      | 4.1     | 9.9     |     | 7.1ch                            |                                             |
| 5   | 119    | 2      | 4.1     | 9.9     |     | 7.1ch                            |                                             |
| 6   | 313    | 2      | 6.0     | 14.4    | ○   | カスタムオーダーメイドスピーカー | プレミアムシアター                          |
| 7   | 198    | 2      | 4.9     | 11.6    |     | 7.1ch                            |                                             |
| 8   | 119    | 2      | 4.1     | 9.9     |     | 7.1ch                            |                                             |
| 9   | 119    | 2      | 4.1     | 9.9     |     | 7.1ch                            |                                             |
| 10  | 313    | 2      | 6.0     | 14.4    | ○   | Dolby-Atmos                      | プレミアムシアター ScreenX with Dolby-Atmos |

### 東京建物 Brillia HALL
旧公会堂跡地に建つ官民連携のホール棟である。ポニーキャニオンが運営するライブ劇場『harevutai』やドワンゴのサテライトスタジオ『ハレスタ』も入居している。
harevutai
最新のライブ劇場設備（音響・照明・映像）のほかにもCGライブ等が実施可能な透過スクリーンやYoutubeなどの配信サイト向けライブ配信設備を常設するなど、最新鋭の技術が詰まった未来型のライブ劇場となっている。harevutaiのvにはvisual（視覚）、voice（音声）、vr（仮想現実）、variety（多様性）、vivid（躍動性）などの意味が込められている[11]。

### としま区民センター
旧豊島区民センターの改築と旧生活産業プラザの大規模改修を一体的に整備することで、区民の多彩な自己表現の場や文化創造の拠点に再生させた。2つのホール、大・中・小の会議室、スタジオ等を配したほか、1階～3階は誰でも利用可能なパブリックスペースとなり、2階と3階には「日本一きれいな公衆トイレ」を目指して、全35ブースの女性用トイレを整備した。

### 豊島区立中池袋公園
既設の中池袋公園は、再開発に併せてリニューアルされ、舗装は全面を天候に左右されない自然石とし、岡崎乾二郎による方向性を感じさせないアートワークが施された。植栽は2本の既存樹と長崎より寄贈された被爆クスノキに加え、豊島区発祥の染井吉野、これより早く開花する江戸彼岸、開花期間の長い河津桜の趣の異なる三種の桜を周辺部に配置し、木々の足元には自然の造形による庵治石ベンチを置いた。このほか園内には、テイクアウト専門のカフェである「アニメイトカフェスタンドHareza池袋」もオープンしている。

## Hareza池袋エリアマネジメント
2018年（平成30年）、東京建物とサンケイビルが本エリアやその周辺のにぎわい創出を目的に設立した一般社団法人。オフィス棟やホール棟におけるエリアマネジメントにとどまらず、
公共施設である中池袋公園の指定管理業務を受託し一体的に運営している。